# Pohlia philonotula
Pohlia philonotula är en bladmossart som beskrevs av Brotherus 1903. Pohlia philonotula ingår i släktet nickmossor, och familjen Bryaceae. Inga underarter finns listade i Catalogue of Life.